# Joseph Gergonne
Joseph Diaz Gergonne (n. 19 iunie 1771 – d. 4 mai 1859) a fost un matematician și logician francez, cu contribuții deosebite în domeniul geometriei.

## Biografie
Fost ofițer în armata franceză, ulterior a intrat în învățământ și a ocupat funcția de director al École polytechnique.
A contribuit la construirea geometriei triunghiului și a cercului prin noile teoreme pe care le-a stabilit (teorema lui Gergonne, punctul lui Gergonne).
A arătat că geometria analitică permite rezolvarea problemelor de construcții în mod direct, simplu și elegant.
De asemenea, a contribuit și la dezvoltarea geometriei descriptive și a geometriei proiective.
În 1820 a studiat minuțios noțiunea duală de rețea de conice și a dezvoltat teoria transformării prin dualitate.
A dezvoltat ideile lui Victor Poncelet relativ la principiul continuității.
A introdus denumirea de podară și a introdus unele calcule simbolice, contribuind la dezvoltarea logicii matematice.
A introdus semnul incluziunii (⊂).
În 1814 a completat teoria lui Laplace din 1772 relativ la ecuațiile liniare cu mai multe necunoscute.
În perioada 1810 a întemeiat și a contribuit substanțial la publicația periodică Annales de mathématiques pures et appliquées, numită și "Analele lui Gergonne" (Annales de Gergonne), revistă care a existat până în 1832.